# Eurytion concolor
Eurytion concolor är en mångfotingart som först beskrevs av Paul Gervais 1847.  Eurytion concolor ingår i släktet Eurytion och familjen storjordkrypare. Inga underarter finns listade i Catalogue of Life.